# Tegenaria vignai
Tegenaria vignai là một loài nhện trong họ Agelenidae.
Loài này thuộc chi Tegenaria. Tegenaria vignai được Paolo Marcello Brignoli miêu tả năm 1978.